# Léo Pilipovic
Leonid « Léo » Pilipović, né le 26 juin 1969 à Subotica en Yougoslavie, est un dessinateur, notamment de bandes dessinées et peintre serbe.

## Biographie
Léo Pilipović étudie aux Arts Appliqués de Belgrade en Serbie. Il dessine notamment les séries L'Histoire secrète, Le Grand jeu et Ravermoon.

## Publications
- L'Histoire secrète, scénario de Jean-Pierre Pécau, Delcourt Neopolis

4. Les Clés de Saint Pierre, 2006.
5. 1666, 2006.
- Le Grand jeu, scénario de Jean-Pierre Pécau, Delcourt Neopolis

1. Ultima Thulé, 2007.
2. Les dieux noirs, 2008.
3. La Terre creuse, 2009.
4. Indochine, 2010.
5. Le Roi drago, 2011.

- Elle et lui, scénario de Mickay, couleurs: Pilipović, Hugo et Cie

1. Le silence de lui, 2008.

- Ravermoon, scénario de Sylvain Cordurié, Soleil Productions

1. La Promesse des flammes, 2010.
2. Les Germes du mal, 2011.